# L'esperimento del dottor Zagros

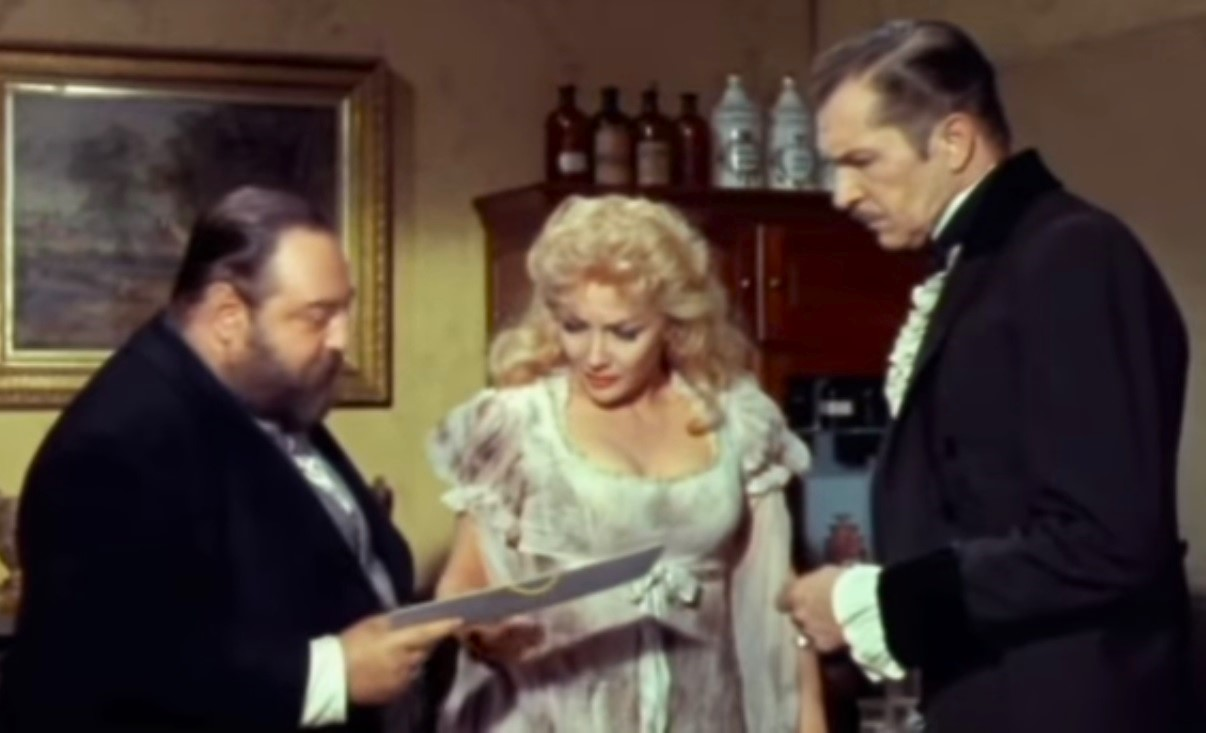
Un fotogramma del film

L'esperimento del dottor Zagros (Twice-Told Tales) è un film del 1963, diretto dal regista Sidney Salkow.
I tre episodi del film sono tratti dalle opere di Nathaniel Hawthorne: L'esperimento del dott. Heidegger (dalla raccolta Racconti narrati due volte, 1837), La figlia di Rappaccini (da Muschi di un vecchio presbiterio, 1846) e La casa dei sette abbaini (dal romanzo omonimo del 1851).

## Trama

### L’esperimento del Dott. Heidegger
Il Dott. Carl Heidegger (Sebastian Cabot) ed il Dott. Alex Medbourne (Vincent Price) sono due chimici, amici di vecchia data. Il primo riesce a sperimentare un siero che restituisce giovinezza e vita e, dopo averlo sperimentato su se stesso lo testa anche sull'amico. Decide così di utilizzarlo per restituire la vita all’amata Sylvia, donna che doveva sposare ma morta in circostanze misteriose, il giorno delle nozze. Alex tenta comunque di fermarlo senza alcun successo. 
La donna si risveglia e viene rivelata così la verità: Alex e Sylvia erano amanti e non avendo accettato il fatto che la donna avrebbe sposato Carl, Alex decise di assassinarla. Carl, appreso ciò, decide di ribellarsi e tra i due amici nasce una furiosa lite nel corso della quale Heidegger rimane ucciso. Poco dopo, gli effetti dell'elisir si interrompono, Sylvia è restituita alla morte ed Alex precipita nel terrore. 

### La figlia di Rappaccini
Il dottor Rappaccini, vedovo e padre di una ragazza, decide di preservare la castità della figlia, Beatrice, somministrandole un siero capace di uccidere chiunque tenti un contatto fisico con lei. Il siero é composto dall’essenza di una pianta velenosa proveniente dall’India in grado di sintetizzare acido cianidrico. La ragazza deve sottoporsi a continue trasfusioni maledicendo il padre ogni volta che ciò accade. Un giorno Beatrice incontra un giovane di nome Giovanni, si innamora di lui e viene contraccambiata decidendo di rivelargli la verità.
Rappaccini è costretto a somministrare il siero anche al ragazzo pur di vedere sua figlia felice. Il ragazzo si infuria e chiede aiuto ad un altro chimico. Riceve quindi un antidoto ma purtroppo resta ucciso da questo e Beatrice, vedendo l’amato in fin di vita, decide di bere l’antidoto pur di liberarsi dalla schiavitù inflittale dal padre. Il dottore decide quindi di uccidersi toccando semplicemente la pianta.

### La casa dei sette abbaini
Gerald Pyncheon è un uomo avaro che vuole impossessarsi del tesoro custodito nella casa di famiglia; decide quindi di ritornarvi, con la moglie Alice, dopo diciassette lunghi anni di assenza. Nella casa risiede solo la sorella di Gerald, Hannah, che cerca di mettere subito in guardia Alice, ignara della maledizione che regna sulla casa stessa. Questa venne inflitta 150 prima da Matthew Maule, costruttore della casa e possessore del terreno dove la casa si trova poiché un antenato dei Pyncheon condannò per stregoneria sua moglie, Deborah (Nora) Holbrook. Inoltre Matthew Maule è seppellito tra le mura della casa stessa.
Alice risente di strane presenze una volta arrivata nella dimora e riesce a prevedere dei fatti che succederanno dopo pochi minuti come l’arrivo di Jonathan Mule. Questi, parente di Matthew, è stato convocato da Gerald per avere informazioni riguardo alla cassaforte proponendo all’uomo uno scambio equo anche se questi decide di rifiutare. Jonathan e Alice restano attratti l’uno dall’altra difatti questi resuscitano l’amore che vi era tra Matthew e Nora (si scoprirà che questa è la nonna di Alice).
Gerald e Hannah, venuti a conoscenza dell’amore tra i due, decidono di usare Alice per trovare il tesoro, scoprendo che si trova nella tomba di Matthew. Gerald, avido, decide di uccidere la sorella per impossessarsi interamente dell’eredità. Verrà però ucciso, chiudendo il cerchio della maledizione, e con esso crolla anche la casa delle sette torri distrutta dall’avarizia e dall’odio che hanno fatto marcire le fondamenta.

## Curiosità
Il terzo episodio era stato già stato trasposto sul grande schermo nel 1940 da Joe May nel film La casa dei sette camini, interpretato da George Sanders, Margaret Lindsay ed anche da Price.